# José Carlos Moreira (escritor)
José Carlos Moreira, de seu nome completo José Carlos Augusto Moreira, nasceu na freguesia de Santo Ildefonso, Porto, Portugal, em 1943. 
Com 13 anos de idade, começou a trabalhar na área do comércio. Em 1964 foi chamado a servir o Exército, e em 1966 embarcou para a antiga colónia portuguesa de Moçambique, onde cumpriu 26 meses de comissão de serviço, em plena guerra colonial. Regressou em 1968, ano em que concorreu para a Polícia Judiciária (PJ), tendo sido admitido. Nesta instituição, esteve colocado em diversas áreas de investigação criminal. Em 1983/84, e após concurso, frequentou um Curso de Formação de Subinspectores, que concluiu com sucesso, tendo ficado classificado em 3º lugar entre 37 candidatos. Promovido a Subinspector, foi destacado para a Subinspecção da Guarda da Polícia Judiciária, onde se manteve durante dois anos. Finda a comissão de serviço naquela cidade, regressou à Directoria do Porto. Reatou a colaboração que, já anteriormente, tinha mantido com a extinta Revista de Investigação Criminal, publicada pela Directoria do Porto da PJ. Por ocasião do 53º aniversário da Polícia Judiciária, foi publicada uma "Antologia de Poesia, Contos e Outras Narrativas", denominada "Um Outro Olhar", onde José Carlos Moreira colaborou com o conto satírico "Manual do Perfeito Condutor". Em 2001 passou à situação de aposentado, e passou a dedicar-se à escrita.

Em 2005 viu publicado o seu primeiro romance, "O Retrato de Judite", uma visão irónica, em forma de ficção, da vida de um agente de investigação criminal e da força policial onde se encontrava inserido. Este romance ganhou o primeiro prémio num concurso literário promovido pela Associação Sindical dos Funcionários de Investigação Criminal da Polícia Judiciária (ASFIC/PJ). Em 2009 volta às letras, tendo participado num concurso literário promovido em parceria pela editora Asa, jornal Público e supermercados Continente, denominado "O Meu Primeiro Best-Seller". Novamente premiado com o galardão máximo, viu publicado o segundo romance "Não Há Crimes Perfeitos?", baseado numa investigação que o próprio autor orientou, enquanto Chefe do departamento da Guarda. No mesmo ano (2009) faz publicar o seu terceiro livro, "Enquanto as Armas Falavam", igualmente baseado numa investigação criminal efectuada por um colega. Em Junho de 2011 é lançado o seu quarto romance de ficção, "O Alfa das 10 e 10". José Carlos Moreira assume uma escrita frontal, irónica, por vezes mordaz. Os seus livros são para ser lidos com um sorriso nos lábios.